# いとしのクレメンタイン
『いとしのクレメンタイン』（原題：Oh My Darling Clementine ）は、アメリカ西部開拓時代発祥の民謡バラード。

## 解説
『いとしのクレメンタイン』は日本では『雪山讃歌』の曲として広く知られるが、1946年のジョン・フォード監督のアメリカ映画『荒野の決闘』（原題は“My Darling Clementine”）の主題歌となったことで、元の歌自体も広く知られるようになった。日本では1958年頃に、ジョージ・ハミルトン四世の歌が大ヒットした。
1883年にパーシー・モントローズ（Percy Montrose）が著作権登録、1885年にはバーカー・ブラッドフォード（Barker Bradford）が異版を出版している。H・S・トンプソンの「川を下ったところに娘が住んでいた」“Down by the River Liv'd a Maiden”が原詩とされている。
詩は、1848年から1855年の間に起きたアメリカ西部のカリフォルニアのゴールドラッシュの金鉱掘り49er（フォーティーナイナー）の娘を、水死によって後に残された恋人が愛しむ内容。オリジナルの詩では黒人女性と思われる恋人が泥酔して溺死して幽霊となる、という内容で、リフレインはほぼ同じだが他の行及びメロディーは全く異なる。
もっぱらスペインに関する作品を書いたイギリス人作家のジェラルド・ブレナンは、原曲はスペインの古いバラード曲で、ゴールドラッシュ時にメキシコ人鉱夫の間に広まり、それに様々な英語の詩が付けられたのではないかと推定している。